# 1966年中華民國總統選舉
1966年中華民國總統選舉，即中華民國第四任總統副總統選舉，選舉方式為國民大會代表（以下簡稱國大代表）參與投票的間接選舉。選舉地點在臺北市陽明山中山樓，時間為1966年3月21日。而該任副總統選舉則於隔日的3月22日舉行。選舉結果由時任總統蔣中正連任第四屆總統，時任行政院院長嚴家淦則當選副總統。

## 背景
1966年，時任總統蔣中正參加第四任中華民國總統選舉。事實上，他的連四任競選法源是來自1960年的修法。該修法中，凍結了總統連任次數的限制。另一方面，他的競選也是為替他的兒子、時任行政院副院長蔣經國備妥接班的環境。不過較讓人意外的是，時任總統蔣中正獨排眾議，選擇了中國國民黨黨內輩分不高的時任行政院院長嚴家淦為副總統搭檔。原因可能是由於蔣中正在1948年選舉總統時，對文人副總統的期望一直未能達成（李宗仁、陳誠皆為軍人出身，且與蔣中正部分意見相左，不易駕馭），因此在陳誠過世後，選擇文人出身又具財經及法律背景的時任行政院院長嚴家淦做為副手。此舉，讓某些國民黨黨內人士感到不滿。也因此，時任行政院長嚴家淦在副總統選舉中，差點因為無法過半數，而要舉行第二輪投票。（僅多37票）

## 過程
3月21日早上，中華民國第四任總統選舉開始舉行。主席為國大代表團推舉出來的國大代表王雲五，參選情況為中國國民黨總統候選人蔣中正的同額競選。該選舉中共有1488人參加投票。經投開票後，時任總統蔣中正以1405票的絕對多數獲得連任。另外，他所搭檔的時任行政院院長嚴家淦，也於隔日的副總統選舉中（主席為于斌）以超過半數的782票獲得當選。

## 得票情形
| 候選人 | 候選人 | 政黨 | 政黨       | 得票   | 得票   | 當選 |
| ------ | ------ | ---- | ---------- | ------ | ------ | ---- |
| 候選人 | 候選人 | 政黨 | 政黨       | 票數   | 得票率 | 當選 |
| 總統   | 蔣中正 |      | 中國國民黨 | 1,405  | 98.60% | 當選 |
| 副總統 | 嚴家淦 | 782  | 中國國民黨 | 55.19% |        | 當選 |

## 備註
- 1947年於中國（包括台灣跟中國大陸）選出的國大代表為3045名。1954年2月於台北報到的國大代表人數為1578名，到1978年為止，1284名國大代表中約有八成五以上仍是由大陸選出的所謂「萬年國會」。
- 1950年立法院修法，將國民大會開會人數從二分之一改成三分之一。
- 1960年3月舉行的1960年中華民國總統選舉之後，國民大會代表與總統選舉選舉人的法定總人數改採「報到人數」，即不採計滯留在中國大陸的國大代表人數。
- 依中華民國法律，即使同額競選，該總統選舉首輪投票仍需過半數方能當選，否則需要舉行第二輪。